# Cladopsammia gracilis
Cladopsammia gracilis är en korallart som först beskrevs av Milne Edwards och Jules Haime 1848.  Cladopsammia gracilis ingår i släktet Cladopsammia och familjen Dendrophylliidae. Inga underarter finns listade i Catalogue of Life.